# هیو س. کاممینگ
هیو س. کاممینگ (انگلیسی: Hugh S. Cumming; ۱۷ اوت ۱۸۶۹ – ۲۰ دسامبر ۱۹۴۸) جراح اهل ویرجینا ایالات متحده امریکا  و از برندگان جایزه آکادمی ملی علوم بود.